# Рашбам
Шмуэ́ль бен Меи́р (ивр. שמואל בן מאיר‎; Труа, ок. 1085 — ок. 1158), после смерти известен как Рашба́м (ивр. רשב"ם‎; акроним словосочетания «Рабби Шмуэль бен Меир») — ведущий французский тосафист и внук Шломо Ицхаки, известного как Раши.

## Биография
Рашбам родился во Франции, в окрестностях Труа, примерно в 1085 году. Отец — Меир бен Шмуэль, мать — Йохевед, дочь Раши. Он был старшим братом тосафиста Ицхака бен Меира (Ривам) и Яакова бен Меира (Рабейну Там), и коллегой рабби Йосефа Кара.
Как и его дед по матери, Рашбам был библейским комментатором и талмудистом. Он учился у Раши и Ицхака бен Ашера ха-Леви (Рива); был учителем своего брата, Рабейну Тама. Его метод толкования отличался от метода деда, а комментарий к Торе славился своим акцентом на простом значении (пшат) текста. Иногда он оспаривал толкования деда и указывал на то, что его дед согласился именно с его подходом. Он принял естественный (в отличие от гомилетического и традиционного) способ. Такой подход часто приводит его к несколько спорным взглядам. Например, Рашбам (на Быт. 1:5) заявил, что день начинался на рассвете, а не с предыдущего захода солнца (как предполагал еврейский обычай). Ещё одно известное толкование Рашбама заключается в том, что спорная фраза в Бытие (49:10) должна быть переведена как «пока он не придёт в Шило», и относится она к периоду разделения царства Иуды после смерти Соломона.
Многие опубликованные версии комментариев Рашбама не содержат комментариев к началу книги Бытия. Часть его комментариев к Талмуду сохранилась, такие как трактат Бава Батра (на больших участках трактата, где нет комментариев Раши), а также последняя глава трактата Псахим (где нет комментариев Раши). Заметки Рашбама о Библии отличаются предельной лаконичностью. Он написал две версии своего комментария к частям Вавилонского Талмуда — длинную и короткую. Длинная версия публиковалась полностью, короткая — иногда публиковалась частично. К сожалению, бо́льшая часть короткой версии никогда не была опубликована полностью и с XIX века не публиковалась вообще.
Рашбам зарабатывал на жизнь, ухаживая за скотом и выращивая виноград, следуя традициям семьи. Известный своим благочестием, он защищал еврейские верования в общественных спорах, которые были организованы церковными лидерами, чтобы продемонстрировать неполноценность иудаизма.

## Книги
- The Commentary of R. Samuel Ben Meir (Rashbam) on Qoheleth, by Sara Japhet and Robert B. Salters, The Hebrew University Magnes Press 1985
- Rabbi Samuel Ben Meir’s Commentary on Genesis: An Annotated Translation by Martin I. Lockshin, Edwin Mellen Press, 1989.
- Rashbam’s Commentary on Exodus: An Annotated Translation by Martin I. Lockshin, illustrations by Channa Lockshin, Brown Judaic Studies 310, 1997.